# 신탄진 나들목
신탄진 나들목(Sintanjin IC)은 대전광역시 대덕구 덕암동에 설치된 경부고속도로의 32번, 그리고 서산영덕고속도로의 나들목이다. 1983년 당시 서울 기점 142.3km 지점에 13억 원을 들여 1982년 7월에 착공, 1983년 12월 10일에 개통되었다. 대전 시내 (대덕구 덕암동, 평촌동 일대) 및 충청북도 청주시 서원구 현도면 등지로 진출할 수 있다.
주말에는 이 나들목부터 한남대교 구간에서 아침 7시부터 밤 9시까지 중앙버스전용차로제가 시행된다. 따라서 동서울종합터미널을 오고가는 고속버스도 주말에는 중앙버스전용차로 이용을 위해 중부고속도로 대신 경부고속도로와 한남대교를 이용하기도 한다.

## 연혁
- 1983년 5월 24일 : 나들목 건설을 위해 충청남도 대덕군 신탄진읍 덕암리 700m 구간 도로구역 변경[2]
- 1983년 12월 12일 : 나들목 개통[3]

## 구조물 정보
트럼펫형 나들목이다. 요금소 바깥쪽은 덕암로와 신탄진로681번길의 교차 지점과 연결되어 있으며, 국도 제17호선은 신탄진로681번길의 다른 쪽 끝에서 연결된다.
- 영업소: 대전광역시 대덕구 덕암로 207 (덕암동)

## 접속하는 도로
- 덕암로
- 신탄진로681번길
- 간접 연결 : 국도 제17호선 (신탄진로, 덤바위삼거리 이용)

## 교통량 정보
| 요금소          | 통행량 (대/일) | 통행량 (대/일) | 통행량 (대/일) | 통행량 (대/일) | 통행량 (대/일) | 통행량 (대/일) | 통행량 (대/일) | 통행량 (대/일) | 통행량 (대/일) | 통행량 (대/일) | 각주  |
| 요금소          | 2001년         | 2002년         | 2003년         | 2004년         | 2005년         | 2006년         | 2007년         | 2008년         | 2009년         | 2010년         | 각주  |
| --------------- | -------------- | -------------- | -------------- | -------------- | -------------- | -------------- | -------------- | -------------- | -------------- | -------------- | ----- |
| 신탄진 (폐쇄식) | 9,147          | 10,045         | 10,376         | 10,404         | 10,984         | 11,734         | 12,676         | 13,106         | 14,183         | 15,433         | [ 4 ] |
| 요금소          | 2011년         | 2012년         | 2013년         | 2014년         | 2015년         | 2016년         | 2017년         | 2018년         | 2019년         |                | [ 4 ] |
| 신탄진 (폐쇄식) | 15,996         | 15,943         | 16,482         | 16,566         | 16,716         | 16,520         | 16,310         | 15,993         | 16,543         |                | [ 4 ] |

## 사진

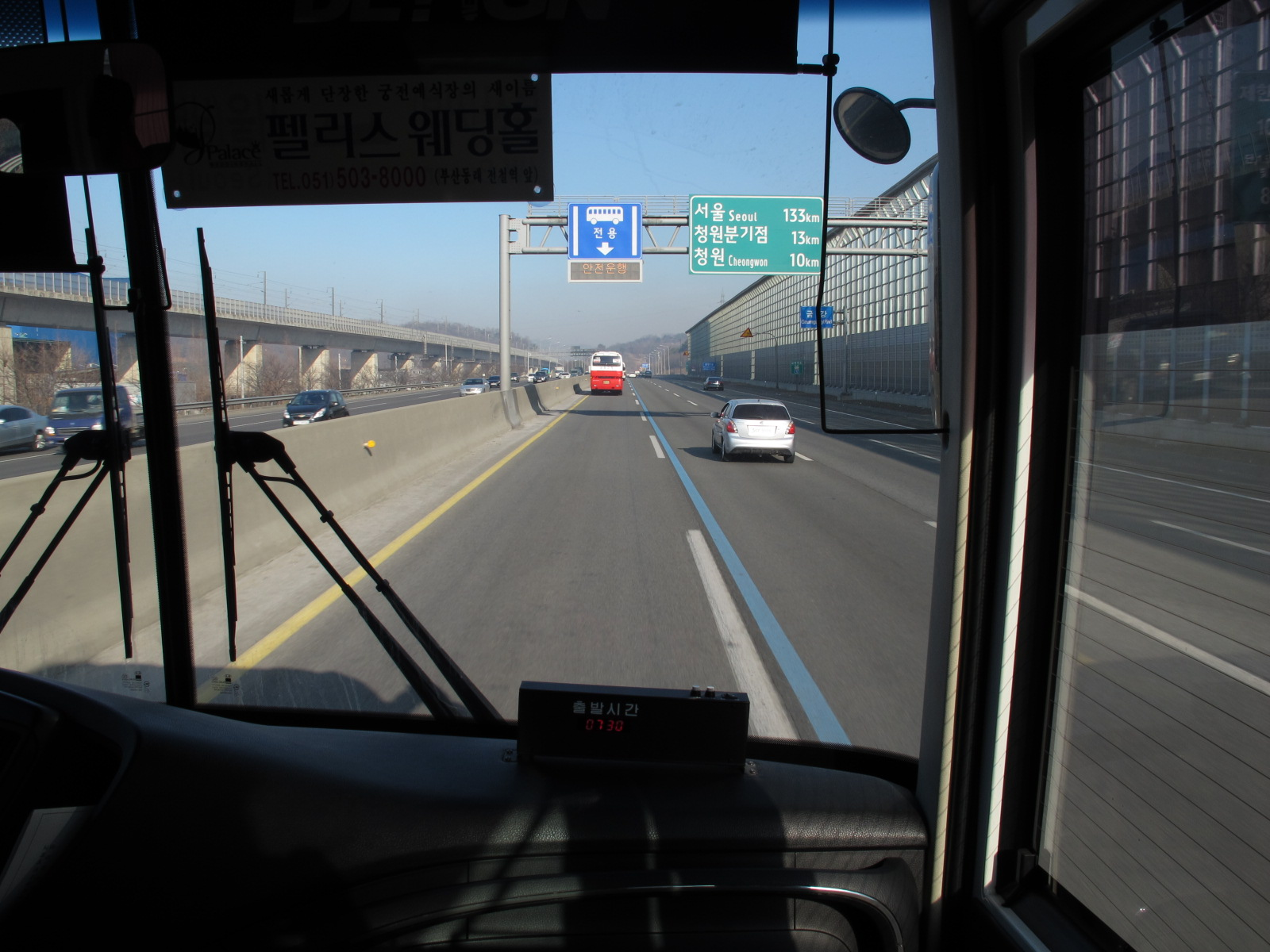
금강철교에서 촬영한 경부고속도로 표지판(상행)